# Republic County
Republic County is een county in de Amerikaanse staat Kansas.
De county heeft een landoppervlakte van 1.855 km² en telt 5.835 inwoners (volkstelling 2000). De hoofdplaats is Belleville.

## Bevolkingsontwikkeling

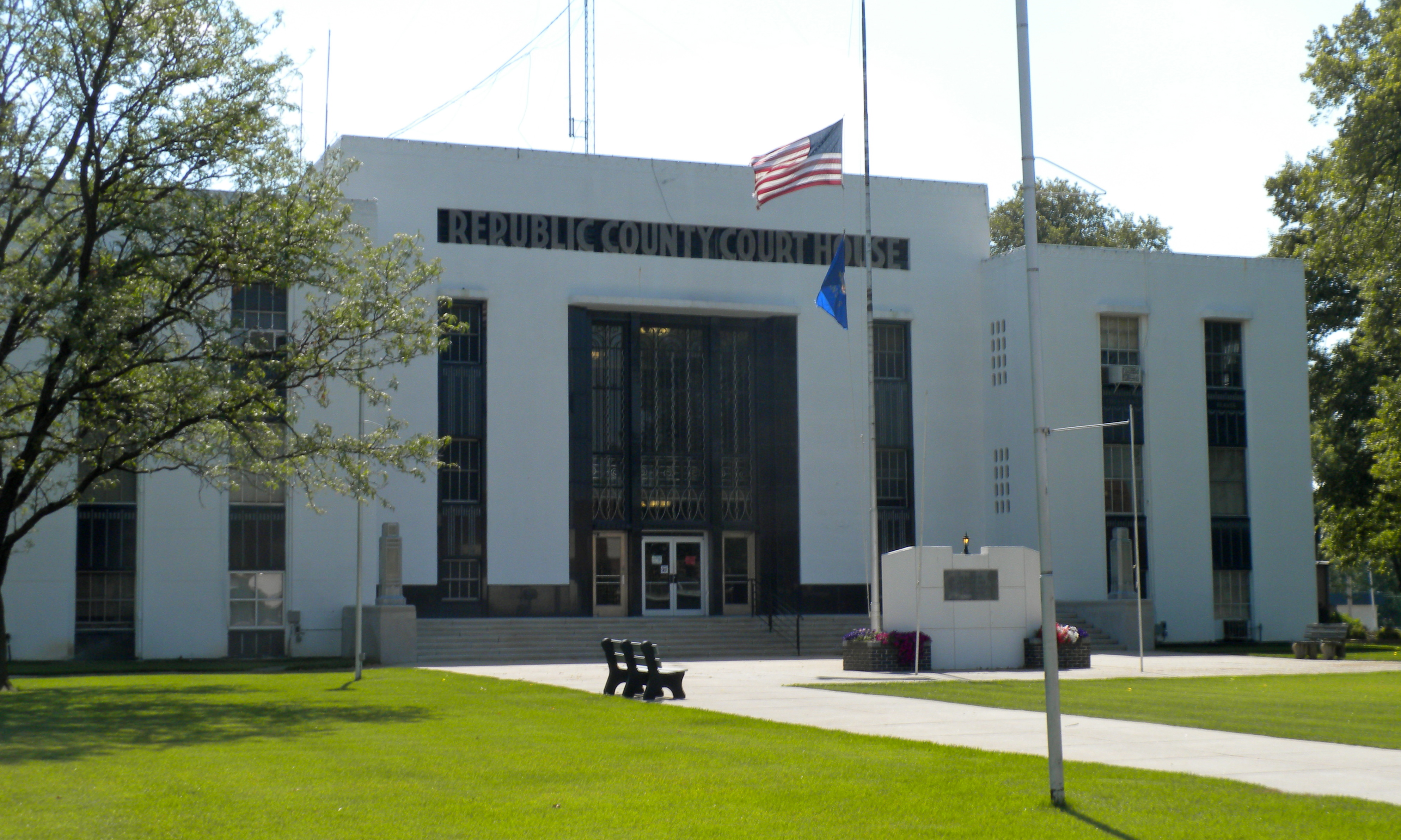
Republic County Courthouse